# Góra Stanleya
Góra Stanleya (ang. Mount Stanley; fr. Mont Stanley) – najwyższy szczyt w masywie górskim Ruwenzori, a zarazem najwyższy punkt Demokratycznej Republiki Konga i Ugandy. Trzecia pod względem wysokości, po Kilimandżaro i Kenii, góra Afryki. Na Górę Stanleya składają się następujące wierzchołki:
| Wierzchołek       | Wysokość w m n.p.m. |
| ----------------- | ------------------- |
| Szczyt Małgorzaty | 5109                |
| Alexandra         | 5091                |
| Albert            | 5087                |
| Savoia            | 4977                |
| Ellena            | 4968                |
| Elizabeth         | 4929                |
| Phillip           | 4920                |
| Moebius           | 4916                |
| Great Tooth       | 4603                |
Pierwsze wejście na szczyt nastąpiło 18 czerwca 1906 r., a jego autorami byli Ludwik Sabaudzki książę Abruzzi, Joseph Petigax, Cesar Ollier oraz Joseph Brocherel. Nadali oni nazwy obu wierzchołkom Góry Stanleya:  Punta Margherita dla uhonorowania włoskiej królowej matki Małgorzaty Sabaudzkiej i Punta Alexandra na cześć królowej i małżonki brytyjskiego króla Edwarda VII Aleksandry Duńskiej.